# Франц Поковец
Франц Поковец Поки (Љубљана, 16. фебруар 1921 — Љубљана, 25. октобар 1991) био је учесник Народноослободилачке борбе, потпуковник ЈНА, друштвено-политички радник и народни херој Југославије.

## Биографија
Рођен је 16. фебруара 1921. у Љубљани. Његов отац Јосип Поковец био је столар. За време Првог светског рата, као аустроугарски војник је заробљен у Русији, након чега је за време Руског грађанског рата, извесно време био борац Црвене армије и постао члан Руске комунистичке партије (бољшевика).
Франц је у Љубљани завршио пет разреда основне школе и три разреда Грађанске школе, након чега је годину дана учио фризерски занат. Потом је, све до 1939, радио разне физичке послове, након чега се запослио у фабрици „Унитас”, где се оспособио за металобрусача. Још 1937. био је члан омладинске групе која није била у вези са Комунистичком партијом, иако се сама сматрала револуционарном и комунистичком. У „Унитасу” је био веома развијен раднички покрет, коме се прикључио, након чега је напустио омладинску групу.
Након окупације Југославије, 1941. боравио је у Љубљани. Након напада на Совјетски Савез, 22. јуна 1941. полиција је почела са хапшењем комуниста и њихових симпатизера. Истог дана ухапшен је и Франц, али је успео  побегне. Након три дана, поново је ухапшен и затворен у Шенпетерску касарну, познати полицијски затвор у Љубљани. Ту је био затворен са још пет комуниста, међу којима је био и тадашњи командант Главног штаба словеначких партизана Франц Лескошек Лука. Заједно са њима, успео је да 9. августа 1941. побегне из затвора. Након бекства, извесно време се крио у близини Љубљане, чекајући на везу за одлазак у партизане.
Септембра 1941. отишао је у Крим, у школски логор, а потом у Боровничку партизанску чету, у којој је постао митраљезац, са митраљезом који је сам запленио од непријатеља. Децембра 1941. по задатку је упућен у окупирану Љубљану, где је остао до маја 1942. године. Током боравка у окупираном граду, деловао је у групи Службе обавештавања и безбедности (ВОС), која је вршила убиства издајника и сарадника окупатора. Полиција и италијанска војска су стално трагале за њим, због чега су често вршене блокаде и претреси делова града у којима је био примећен. Од сигурног хапшења, једном се спасао тако што је мирно прошао поред полицијске контроле и поздравио је фашистичким поздравом. У мају 1942, пресвучен у трошаринског службеника, прошао је кроз капију, жичаним препрекама ограђене Љубљане, заједно с италијанским војницима, као да иде на пиће у гостионицу.
Током лета 1942. био је заменик начелника Службе безбедности за Љубљану и околину. Једне ноћи је ушао у град пузећи испод бодљикаве жице и вратио се натраг с хируршким инструментима неопходним за операцију рањеног партизана. У септембру 1942. примљен је у чланство Комунистичке партије Словеније (КПС). Учествовао је у многим акцијама против Беле гарде, у селима између утврђене линије око Љубљане и италијанско-немачке демаркационе линије. Кад је 1. новембра 1942. у Дрављама погинуо начелник Службе безбедности Миха Бабник, на ову дужност именован је Поковец.
У пролеће 1943. послат је у Словеначко приморје, где је постао помоћник начелника Обавештајног центра приморске оперативне зоне и инструктор покрајинске комисије Службе обавештавања и безбедности (ВОС). Маја 1943. учествовао је продору две бригада у околину Удина, у Италији. Кад је, у пролеће 1944, формирана Војска државне безбедности (ВДВ), постао је заменик политичког комесара Друге бригаде која је дејствовала на територији Деветог словеначког корпуса у Приморској и Горењској.
У јесен 1944, премештен је на дужност политичког комесара Треће бригаде ВДВ, која је дејствовала на територији Четврте оперативне зоне у Штајерској и Корушкој, с обе стране границе. Као политички комесар бригаде тешко је рањен 1. априла 1945, на самој југословенско-аустријској граници, код Шентиља. Превезен је у партизанску болницу на Похорју, где је сачекао крај рата. До краја 1945. лечио се у разним болницама.
Након ослобођења Југославије, наставио је професионалну војну каријеру у Југословенској армији, у јединицама Корпуса народне одбране Југославије (КНОЈ). Завршио је Средњу партијску школу и Вишу војну академију ЈНА. Демобилисан је 1956. у чину пуковника. Потом је прихватио дужност директора Дописне средње економске школе за бивше борце у Љубљани. Извесно време био је и секретар Општинског комитета Савеза комуниста Шишка у Љубљана. Поново је пензионисан 1961. године. Био је члан Главног одбора СУБНОР Словеније и члан Комисије за организациона питања Социјалистичког савеза радног народа Словеније.
Умро је 25. октобра 1991. у Љубљани.
Носилац је Партизанске споменице 1941. и других југословенских одликовања, међу којима су Орден заслуга за народ другог реда, Орден братства и јединства другог реда, Орден за храброст, Орден партизанске звезде трећег реда и др. Орденом народног хероја одликован је 27. новембра 1953. године.